# Pholetesor
Pholetesor är ett släkte av steklar som beskrevs av Mason 1981. Pholetesor ingår i familjen bracksteklar.

## Dottertaxa tillPholetesor, i alfabetisk ordning[1][2]
- Pholetesor ambiguus
- Pholetesor arisba
- Pholetesor bedelliae
- Pholetesor bucculatricis
- Pholetesor caloptiliae
- Pholetesor chiricahuensis
- Pholetesor circumlatus
- Pholetesor circumscriptus
- Pholetesor dixianus
- Pholetesor dmitriyi
- Pholetesor elpis
- Pholetesor exiguus
- Pholetesor glacialis
- Pholetesor hanniae
- Pholetesor ingenuus
- Pholetesor intercedens
- Pholetesor laetus
- Pholetesor longicoxis
- Pholetesor masneri
- Pholetesor masoni
- Pholetesor nanus
- Pholetesor ornigis
- Pholetesor phaetusa
- Pholetesor pinifoliellae
- Pholetesor powelli
- Pholetesor rhygoplitoides
- Pholetesor rohweri
- Pholetesor salalicus
- Pholetesor salicifoliellae
- Pholetesor terneicus
- Pholetesor thuiellae
- Pholetesor variabilis
- Pholetesor viminetorum
- Pholetesor zelleriae
- Pholetesor zherikhini